# Manuel García de Quevedo

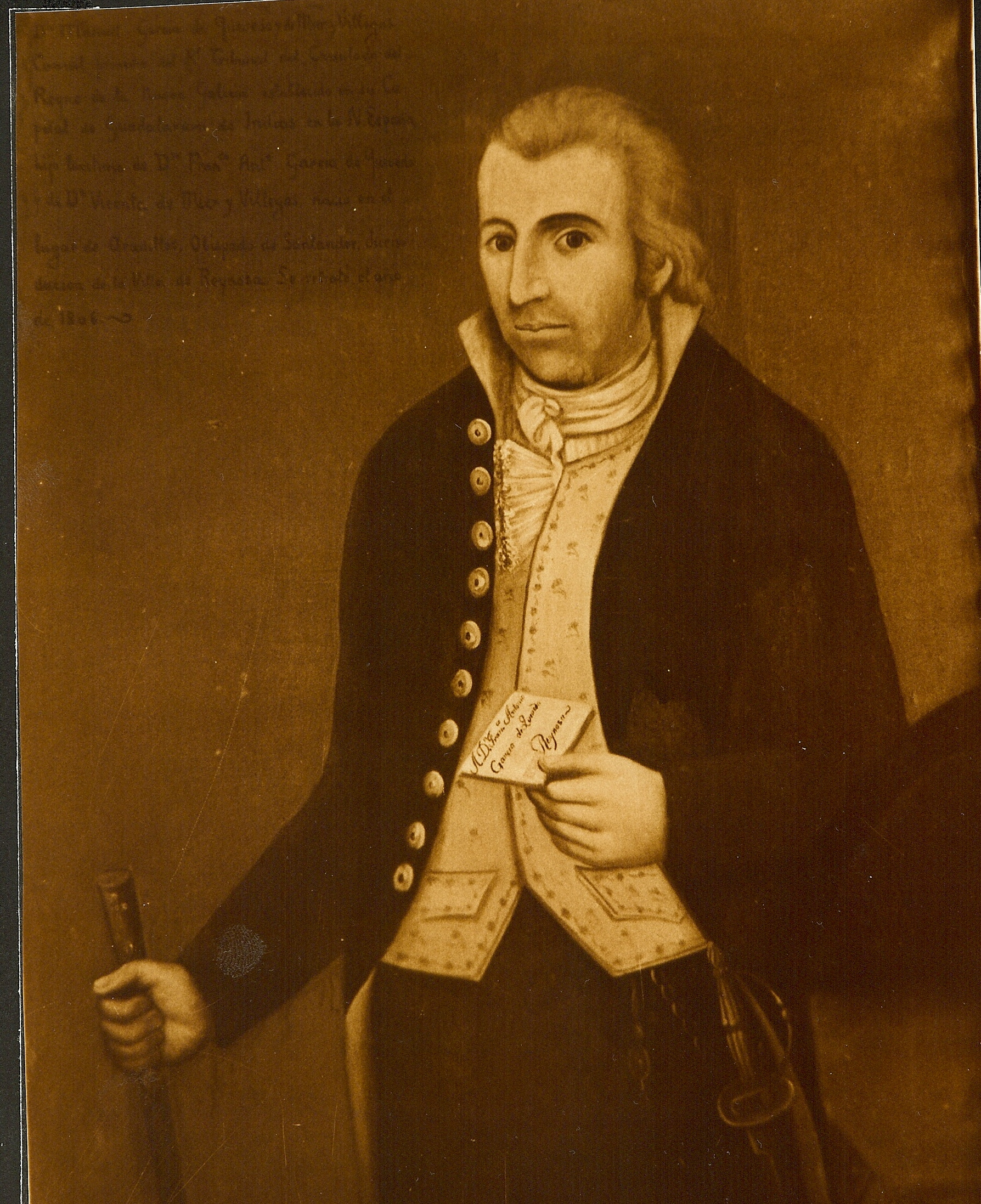
Manuel G de Quevedo y de Mier y Villegas. Pintura del. Texto en pintura: Don Manuel García de Quevedo y de Mier y Villegas, Cónsul Frances del H' Tribunal del Consulado del Reyno de la Nueva Galicia establecido en su capital de Guadalajara de Indias en la Nueva España, hijo legítimo de Don Francisco Antonio García de Quevedo y de Doña Vicenta de Mier y Villegas nació en el lugar de Aradillos Obispado de Santander Jurisdicción de la Villa de Reynosa.
Se retrató el año de 1806.
En la pintura se le aprecia sosteniendo en su mano izquierda, misiva para su padre Don Francisco Antonio García de Quevedo, radicado en Reynosa, España y en su mano derecha, bastón símbolo del mayorazgo familiar.

Juan Manuel Antonio G. de Quevedo y de Mier y Villegas (Aradillos, Cantabria, España. 1771 – Bayona, Francia. 1854) fue oidor de la Real Audiencia de Guadalajara en la Nueva Galicia del Virreinato de Nueva España y Cónsul Francés del Honorable Tribunal del Consulado del Reino durante la ocupación francesa de España, según la Constitución de Bayona del 8 de julio de 1808.

## Biografía
Nació en la localidad de Aradillos, municipio de Campoo de Enmedio, Cantabria, España;  el día 30 de enero del año 1771, en el seno de una noble familia española. Fue hijo primogénito de Don Francisco Antonio G. de Quevedo y de Obeso (1746 – 1818) y de Doña Vicenta Mier Ríos Terán y Villegas (1753 – 1784). Partió a la Nueva España al cumplir veinte años dejando en la península ibérica a su padre, quien había contraído matrimonio nuevamente; y a sus tres menores hermanos: Gabino, Vicente y Nicolás. En la Nueva Galicia se estableció como comerciante y productor agrícola asentándose en la Provincia de Santiago Tonalá, fundando así las ricas haciendas de San Juan Arroyo de Enmedio, el Cuatro y anexas, Santa Cruz, El Castillo y el Rosario. Como hombre de alta alcurnia y de reconocido prestigio en esas tierras, fue nombrado por la Corona española en 1796; y por mediación de su padre, Miembro de la Junta de Seguridad y Oidor de la Real Audiencia de Guadalajara en la Nueva Galicia.

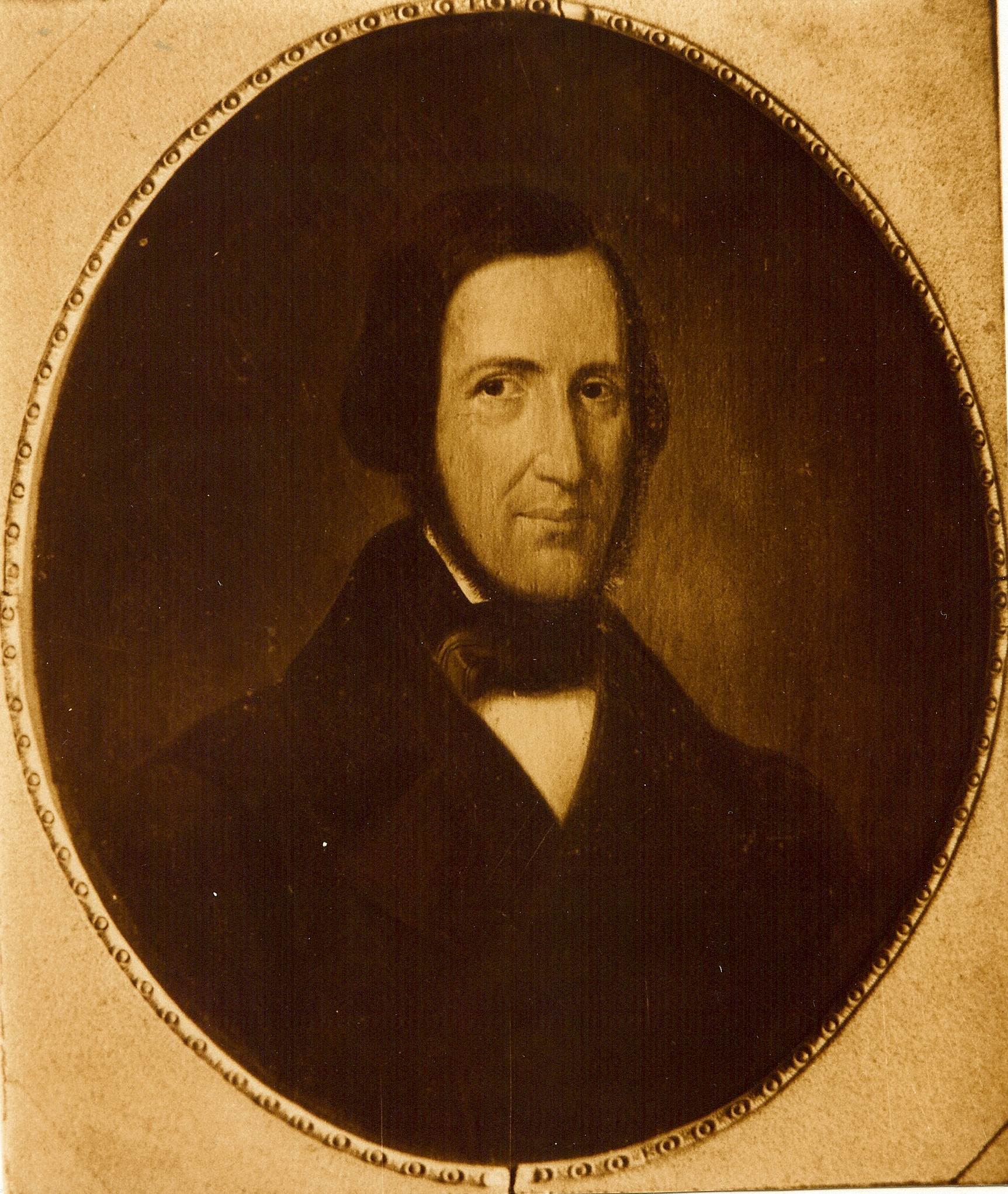
Don Francisco Antonio G de Quevedo y de Obeso, Pintura del

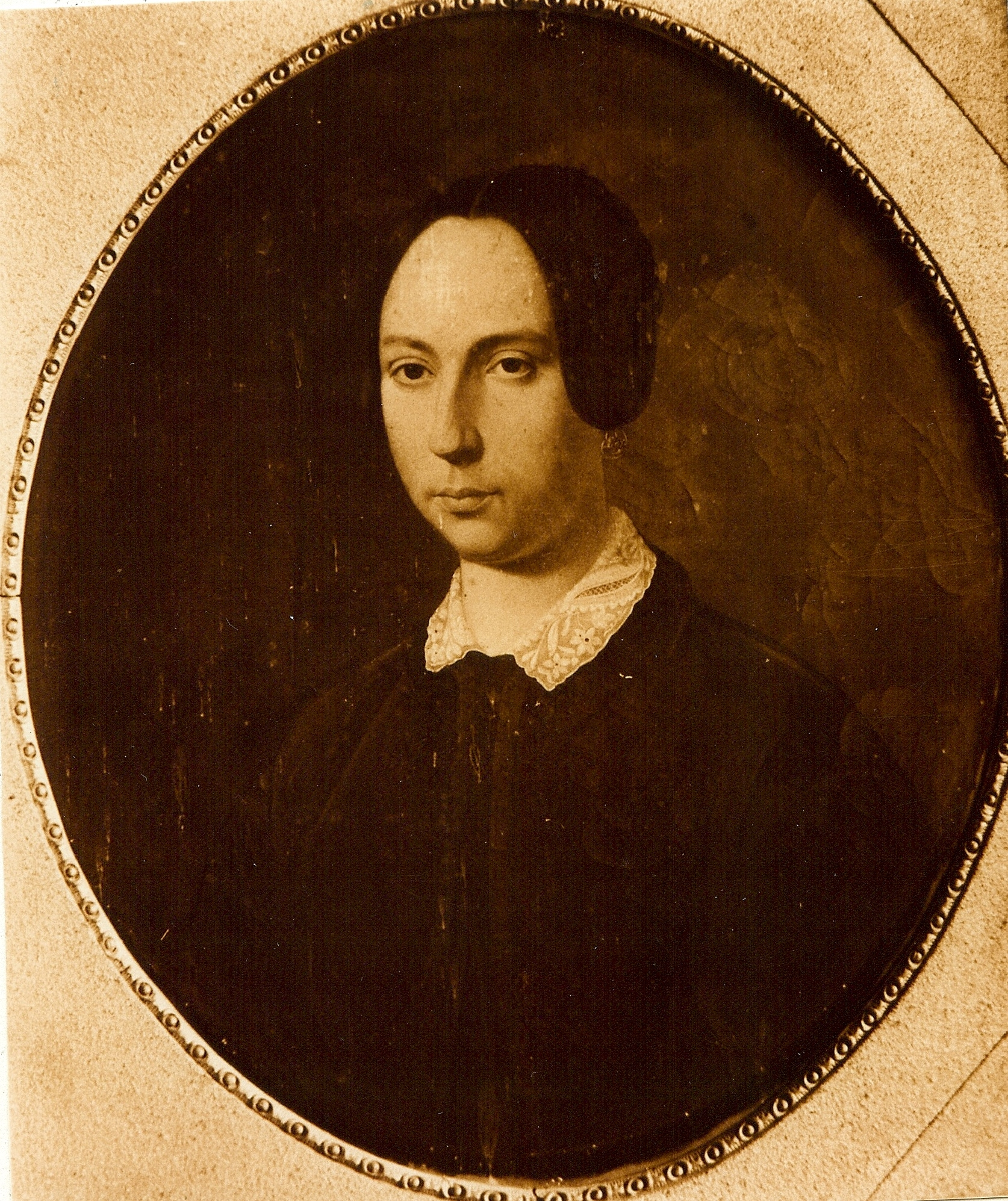
Doña Vicenta Mier Ríos Terán y Villegas, Pintura del.

Al estallar la Guerra de Independencia de México, la Nueva Galicia observó muy reñidas e históricas batallas, como la famosa Batalla del Puente de Calderón sobre el Río Grande de Santiago, en donde las fuerzas comandadas por el Insurgente General Ignacio Allende fueron detenidas por los ejércitos del Gobierno de Guadalajara el 17 de enero de 1811. El Oidor, Don Manuel García de Quevedo, al enterarse por Don Roque Abarca, que se iba a fusilar al Gral. Allende, hecho prisionero en la batalla; salió a todo escape al citado Puente de Calderón y personalmente lo protegió llevándolo consigo a Guadalajara para salvarlo, comprendiendo que el General Allende cumplía solo con su deber en la campaña de la insurgencia. Al triunfar poco después la insurgencia en esa Provincia de Nueva Galicia, el propio General Allende acudió a proteger a su vez al Oidor Señor de Quevedo, haciéndole ver que debía salir del territorio nacional para salvar su vida y la de su numerosa familia, pues el triunfo del ejército Insurgente era ya arrollador y daba motivo a fusilamientos continuos de los jefes del ejército colonial de las fuerzas realistas. Empero, el Oidor permaneció en Guadalajara y el 16 de septiembre de 1811 publicó una carta dirigida a los pueblos de la Nueva Galicia condenando la causa Insurgente. En mayo de 1812, como miembro de la Junta de Seguridad, ejecuta la orden y sentencia del sublevado brigadier insurgentista José Antonio Torres “El Amo Torres”, quien hubiera invadido las propiedades de Don Manuel en Tonalá y Zapotlanejo.

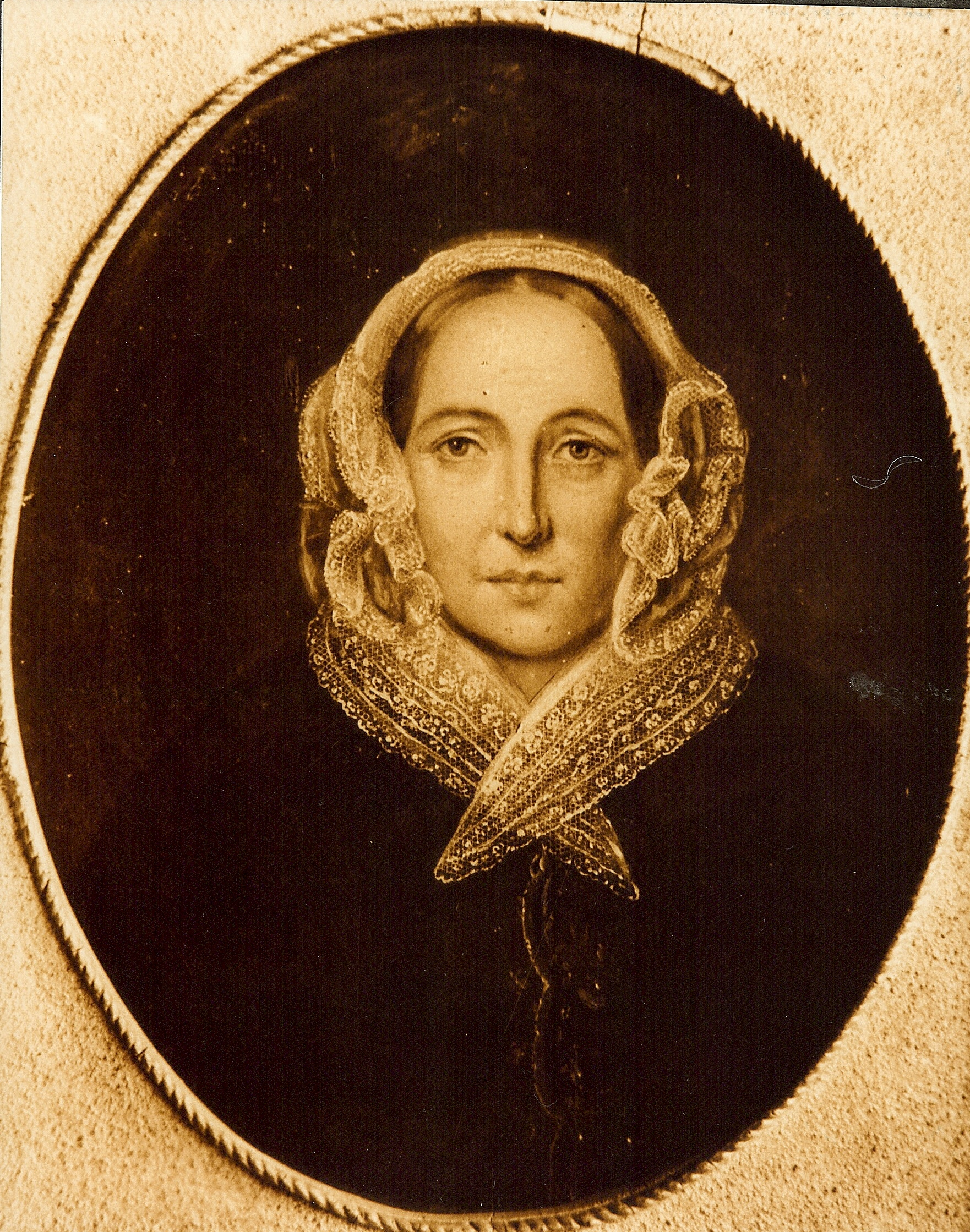
Eusebia Portillo en 1820.

 El proceso de la Independencia de México fue muy largo, los Insurgentes sublevados fueron debilitándose, convirtiéndose la acción inicial independentista tan solo en una guerra de guerrillas. Para 1820 solo restaban ciertos núcleos rebeldes en la Sierra Madre del Sur y Veracruz, culminando en el ascenso al poder de Agustín Cosme Damián de Iturbide y Arámburu, como Presidente de la Segunda Regencia del Primer Imperio Mexicano. Imperio que se sostuvo hasta marzo de 1823. A principios de 1826, en vista de la inminente independencia; Don Manuel G. de Quevedo partió en gran carroza diligencia con su esposa e hijos para embarcarse en el puerto de Veracruz hacia España. No pudiendo desembarcar en puerto español, desembarcó en el puerto francés de Bayona, inmediato a España. Francia acogió de inmediato al Señor de Quevedo, ya que él mismo había prestado sus servicios como Cónsul Bonapartista en la Nueva Galicia. Finalmente, España reconoció formalmente la independencia de México, hasta diciembre de 1836.

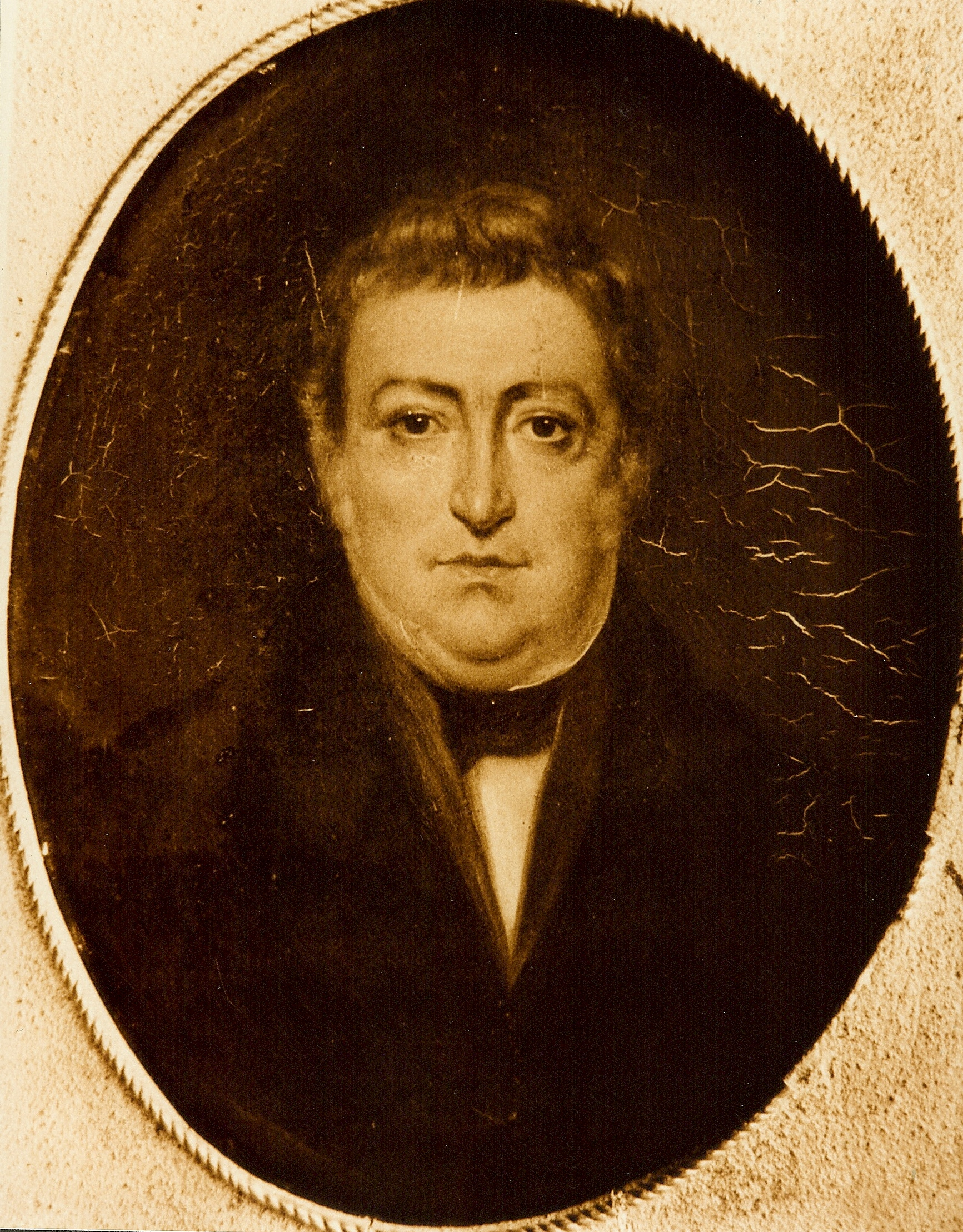
Manuel G de Quevedo y de Mier y Villegas en 1820.

El Oidor Don Manuel García de Quevedo, tuvo como esposa a Doña María Eusebia del Portillo y Trigo (n. 1788), con quien celebró matrimonio el 12 de octubre de 1803 en Tlajomulco, Nueva Galicia. Doña Eusebia, fue nieta de Don Francisco López Portillo y Camberos (n. 14 Jun 1713), Oidor de las Audiencias de Guadalajara y México. Fue descendiente directa del célebre marino, Capitán Jean Portillo, compañero de Hernán Cortés en la Conquista de México, ya que éste estuvo encargado de formar los primeros astilleros para la reparación y construcción de barcos, desde los pequeños indispensables para dominar a la Gran Tenochtitlan de los Aztecas. Entre las cosas que edificaron los conquistadores hispanos en la nueva Ciudad de México, figura la de dicho marino Portillo, con placa conmemorativa; en la que fue calle de Plateros, la principal, hoy Avenida Madero.

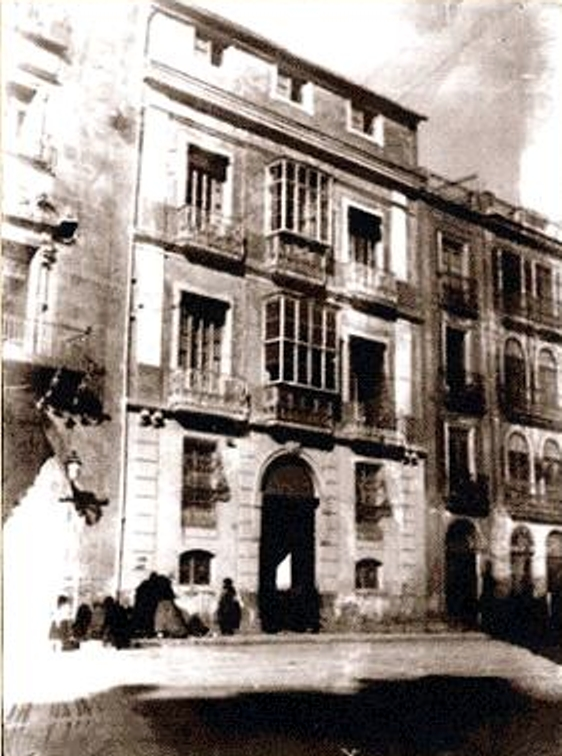
Casa - solar de la familia García de Quevedo - Mier Ríos Terán en la calle de Miguel Darío n.º 15 de Santander, Cantabria. Hoy demolida. El escudo en la clave del arco de la entrada, se conserva en el Monasterio Franciscano del Soto Iruz de Santa Bárbara. Fotografía de 1890.

En la ciudad de Bayona, Francia; radicó el emigrado Don Manuel G. de Quevedo y de Mier y Villegas con sus hijos jóvenes entonces, mujeres y hombres: José Diego Valente (21 Mar 1813 - 15 Sep 1879), José María Manuel (n. 22 de mayo de 1814), Miguel Ignacio Ruperto (n. 28 Mar 1815) quien casó con María Ibarra Núñez; José María Bernabé (n. 11 Jun 1816), María Felipa de la Trinidad (n. 26 de mayo de 1818), María Candelaria de los Reyes (n. 6 Ene 1820) y María Guadalupe Ignacia (n. 2 Nov 1825); habiendo quedado en Guadalajara, México; solo Don José Ignacio Benito (n. 23 Mar 1805) el mayor y primogénito, para administrar las haciendas inmediatas del Cuatro y anexas, Santa Cruz, El Castillo, San Juan Arroyo de Enmedio y el Rosario, y casa propiedad de la familia en la misma ciudad. Todos los demás hijos radicaron en Bayona, donde aún se conserva con veneración la tumba de los Quevedo que vivieron en esa ciudad Francesa, en la que casó Doña María de Quevedo, su hija; con el Dr. Francés George Dupre de Montpellier por cuyo Departamento de Herault fue elegido Senador bajo el Gobierno de coalición de Gambeta. 
En la misma ciudad de Bayona contrajo matrimonio Doña Felipa, su hija; con el jurisconsulto español Don José María Cortés, Presidente de la Audiencia de la ciudad de Burgos, capital de Castilla; donde tomó origen otra rama de los Quevedo, descendientes del Oidor Jalisciense y entre cuyos hijos ha figurado como reputado artista el pintor Don Juan Antonio Cortés y García de Quevedo y su hijo Javier Cortés y Quevedo; y el Sacerdote Don José María Cortés que fue canónigo de la Catedral de Santander y de la de Cádiz, en España.
El más joven de sus hijos, Don Bernabé, se consagró con gran honra a la carrera eclesiástica, radicando en Bayona donde fue muy querido y venerado por las benéficas instituciones católicas que fundó para la protección dé los jóvenes allí y en Biarritz; derramó a manos llenas su propia fortuna. Fundó los asilos de “Filles de la Croix” -Hijas de la Cruz-, e hizo el bien a los necesitados siendo admirado y querido en esas poblaciones, centro de judíos expulsados de España, que también lo admiraban. Tuvo Don Bernabé G. de Quevedo y Portillo, un gran rasgo de amor a su patria mexicana, como buen hijo de Guadalajara; rehusando ser Obispo de Bayona; para cuyo alto cargo lo designó el Papa Pío IX quien lo apreció vivamente. Don Bernabé, no queriendo perder su nacionalidad mexicana nacionalizándose francés, como lo exige la Legislación Eclesiástica Francesa, prefirió quedar tan solo como canónigo de la Catedral de Bayona y Obispo in pártibus.
Don Manuel G. de Quevedo y de Mier y Villegas, falleció en la ciudad de Bayona, Francia; a los 83 años de edad. Un año antes de su fallecimiento, envió a su hijo José Valente a radicar en las tierras que la familia poseía en América.
Entre la descendencia mexicana del Oidor, se cuentan sus nietos: Miguel Ángel G. de Quevedo y Zubieta, ingeniero e investigador mexicano; Salvador G. de Quevedo y Zubieta, médico, abogado y político mexicano; Manuel G. de Quevedo y Zubieta, ingeniero y hacendado mexicano; hijos todos de José Valente G. de Quevedo y Portillo.